# Шипоте (Галац)
Шипоте (рум. Șipote) насеље је у Румунији у округу Галац у општини Берешти-Мерија. Oпштина се налази на надморској висини од 137 m.

## Становништво
Према подацима из 2002. године у насељу је живело 102 становника, од којих су сви румунске националности.